# Francisco Higuera Fernández
Francisco Higuera Fernández (Escurial, Província de Càceres, 30 de gener de 1965) és un futbolista extremeny retirat.

## Trajectòria esportiva
Va debutar a la Primera divisió espanyola de futbol el 24 de setembre de 1983, a un Atlètic de Madrid - RCD Mallorca (3-0). Però, la major part de la seva carrera la va desenvolupar en el Reial Saragossa, amb el qual va guanyar la Copa del Rei enfront del Celta de Vigo el 1994 i la Recopa d'Europa enfront de l'Arsenal Football Club el 1995. També va participar en la primera divisió Mexicana amb el Puebla Fútbol Club.

## Trajectòria
- RCD Mallorca - 1983/88
- Reial Saragossa - 1988/96
- Puebla - 1997/98
- Xerez CD - 1998/2000